# Municipio de Hidewood
El municipio de Hidewood (en inglés: Hidewood Township) es un municipio ubicado en el condado de Deuel en el estado estadounidense de Dakota del Sur. En el año 2010 tenía una población de 93 habitantes y una densidad poblacional de 1 persona por km².

## Geografía
El municipio de Hidewood se encuentra ubicado en las coordenadas 44°40′27″N 96°49′27″O / 44.67417, -96.82417. Según la Oficina del Censo de los Estados Unidos, el municipio tiene una superficie total de 92,83 km², de los cuales el 100 % corresponden a tierra firme.

## Demografía
Según el censo de 2010, había 93 personas residiendo en el municipio de Hidewood. La densidad de población era de 1 hab./km². De los 93 habitantes, el municipio de Hidewood estaba compuesto por el 91,4 % blancos, el 4,3 % eran afroamericanos, el 1,08 % eran de otras razas y el 3,23 % eran de una mezcla de razas. Del total de la población el 1,08 % eran hispanos o latinos de cualquier raza.